# Macao (joc de cărți)
Jocul de Macao este un joc de cărți interactiv destul de popular care nu are reguli "oficiale", pentru că nu există o federație sau o autoritate de acest gen care să poată oficializa regulile. De aceea și există mai multe reguli sau variante de joc.

## Materiale necesare
Se folosesc toate cele 54 de carți din pachet, inclusiv Jokerii negru și roșu.

## Jucătorii
Macao este un joc individual și nu se poate juca pe perechi
Numărul de jucători este de minim 2 și maxim 6, astfel încât dupa împărțirea cărților să rămână un număr rezonabil dintre acestea, pentru a putea fi desfășurat jocul.

## Scop
Câștigătorul este acela care rămâne primul fără cărți în mână. Când doi, trei sau patru oameni joacă, ultimul jucător care mai are cărți în mână pierde jocul. Când cinci sau șase oameni joacă, jocul este oprit atunci când al treilea om termină jocul.

## Reguli

### Amestecarea și împărțirea cărților
Dupa ce sunt amestecate cărțile, fiecare jucător primește 5 dintre ele, apoi se întoarce pe față următoarea carte din pachet, iar restul cărților se pun teanc pe masă cu fața în jos. Cartea întoarsă nu trebuie să aibă funcție specială.

### Jocul
Jucătorul care începe trebuie să adauge o carte cu același semn (de exemplu inimă roșie peste inimă roșie, treflă  peste treflă, etc.) ori aceeași valoare (număr)/figură cu cea întoarsă de pe masă (de exemplu peste K de roșu se poate pune K de treflă, etc.). În ordine, ceilalți jucători pot oferi cărți cu același semn ori valoare (număr)/figură ca cele puse de jucătorul anterior. Dacă un jucător are mai multe carți de aceeași semn ori valoare (număr)/figură, poate să le adune (pe toate sau numai o parte dintre ele) și să le pună în teancul de jos pe toate într-o singură tură dacă are o carte dintre cele 3 de același semn, culoare ori valoare (număr)/figură ca ultima de jos. (se spune ca se joacă "pe pachețele" sau “la duble”).
Dacă jucătorul respectiv nu poate sau nu dorește să pună nici o carte el va trage una din teancul de cărți rămase (dacă ea este de același semn ori valoare (număr)/figură cu cea pusă anterior, poate să o pună direct pe masă) și se trece la următorul jucător. Cărțile care rămân pot fi date în orice ordine. Dacă nu mai sunt cărți jos în teancul de unde se trag cărți, atunci se pune deoparte ultima carte pusă jos de un jucător și se întorc cu fața în jos celelalte cărți dupa ce vor fi amestecat din nou. Acesta este noul teanc pentru a trage cărți.
Când un jucător rămâne cu o singură carte în mână el trebuie neaparat să spuna "Macao" căci altfel daca spune altcineva în locul lui "Macao" este nevoit să "umfle" (să tragă) 5 cărți.

### Cărțile cu funcții speciale
(aceste carti pot fi puse peste orice carte)
Dacă unul dintre jucători a pus o carte cu funcție specială (2, 3, 4, Joker, K sau A ori mai multe cărți de aceeași valoare) atunci următorul jucător va executa instrucțiunile acestei cărți speciale. 
- 2 (sau 3): Următorul jucător trebuie să ia de jos 2 (sau 3) cărți; (se poate da 2 peste 3 sau invers)
- K - dacă e K roșu atunci următorul jucător trebuie să ia 5 cărți de jos. Dacă e K negru atunci jucătorul de dinainte trebuie să ia 5 cărți de jos;
- Nota Bene:

- jucătorul care urmează și ar trebui să “umfle” cărțile,  în cazul în care doreste și dispune de o carte 2, 3, K, Joker, poate reporta "umflătura" la următorul jucător [poate să pună și el un 2, 3, K, Joker său mai multe cărți de 2, 3, K, Joker dacă le are în mână) și tot așa. Dacă se adună mai mulți de 2, 3, K, Joker unul peste altul, cel care nu pune o carte pentru "report" este nevoit să ia de jos suma tuturor cărților ("umflăturilor") puse jos în suita respectivă (de exemplu dacă se aduna 3 cărți de 2, următorul jucător trebuie să ia de jos 6 cărți). K reportează suma “umflăturilor” în sens anterograd său retrograd în funcție de culoare.
- NU se respecta regula de baza a Macao cu semnul ori valoarea (numărul)/figura față de ultima carte pusă în teanc (adica dacă jos e 3 de o anumită culoare poți da 2 în contratac de aceeași culoare dar si acelasi semn.) 
- 4 - următorul jucător iși pierde rândul; Cand un jucător pune jos mai mulți de 4, următorul jucător iși pierde același număr de ture de joc cu numărul cărților de 4 puse jos. Dacă are și el 4, poate să pună deasupra, dar nu este obligatoriu. Următorul jucător poate să faca la fel, său să piarda randul în joc - același număr de tururi, cate cărți de 4 sunt puse jos.
- Așii și Jokerii sunt singurele cărți care fac abatere de la regula esențială a jocului

- Jokerul poate fi pus peste orice altă carte, iar cel care pune J jos poate să ceara orice carte (în afara de 2, 3, 4, J, K și A), adică să schimbe ceea ce se află jos, cu orice (în afara de execepțiile menționate), dar nu este obligatoriu. Următorii jucători trebuie să dea jos cărțile cerute său un alt J pentru a le substitui. Cererea este valabilă pentru un singur tur. 
- Joker negru, Joker roșu (colorat): următorul este nevoit să umfle 5 sau 10 cărți.
- A – poate fi pus peste orice altă carte, iar cel care pune A jos poate să ceara cărți de un semn sau culoare anume. Situația este similară cu cea a lui J, iar următorul jucător este obligat să pună carte la culoarea sau semnul specificat.pentru a termina trebuie rostit cuvantul macao DACA aveti dubluri tot trebuie rostit cuvantul macao pentru a termina

## Tactici de joc la Macao
Pentru a scăpa cât mai repede de cărți este de preferat să păstrezi cât mai mult în mână (drept ultima 
carte) un AS sau un Joker pentru că ele pot fi puse peste orice altă carte.
Macao ține într-o măsură mai mică de tactică și într-una mai mare de ce "noroc la cărți" are jucătorul.

## Variante de joc

### Macao pe puncte

#### Regulile
Sunt aceleași. 

#### Diferențe
La sfârșit când prima persoană a închis, se încheie jocul și fiecare iși număra punctele din mână. 
Punctele sunt date de valorile cărților. Astfel cărțile de la 2 la 10 reprezinta punctajul înscris pe ele (ex: cartea 5 înseamna 5 puncte, cartea 10 înseamna 10 puncte). Cărțile de la 12 în sus reprezintă echivalentul subzecimal (ex: J reprezinta două puncte, Q reprezinta trei puncte și K reprezinta patru puncte), iar asul înseamnă 1 punct. Cartea 7 e specială, o data ca reprezinta 25 de puncte, și apoi, pentru ca cine încheie jocul cu ea dubleaza punctele celorlalti din mână, la fel și dacă e prima carte din joc (aceea care se pune pe masă la începutul jocului pentru a da startul), la sfarșitul jocului punctele se dubleaza. 
Cand jocul se încheie cu 2, sau  3 sau joker, obligatoriu, chiar dacă jocul s-a încheiat, următorul jucător umfla respectivele cărți, îndiferent dacă poate contraataca său nu. Joker-ul reprezînta 50 de puncte, dar are avantajul ca se poate da peste orice carte. 
Se poate juca de exemplu pana la 500 de puncte, astfel se joacă atâtea jocuri câte sunt nevoie pentru ca un jucător să ajungă la 500. Se face tabel cu jucătorii și se adună punctele jocului tocmai încheiat la suma celor precedente. Cine ajunge primul la 500 a pierdut, și cine are cele mai puține puncte a câștigat.
Jocul de macao pe puncte este ceva mai spectaculos, cu răsturnari dese de situație și clasament.

#### Tactică
Necesită o alta față de jocul simplu de macao, fiindcă e necesar a se da jos întai cărțile cu valoare mare (10, 9, 8, etc, sau 7 care reprezinta 25 de puncte) pentru a nu rămâne cu ele în mână cand cineva închide. Acum depinde și de tactică, dacă se vrea a se închide cu 7 jucătorul risca și îl ține în mână. 
Sunt numeroase situațiile în care cel care a câștigat cu cele mai puține puncte nu a avut cel mai mare număr de victorii de-a lungul întregului joc.

### Macao cu numere
Regulile sunt aceleași dar cărțile speciale sunt diferite. Ele sunt: Joker, A, 7, 5, 4, 3 și 2. Jokerul de negru face jucătorul care urmeazã să ia 5 cărți, iar cel roșu, zece cărți. A poate schimba în orice semn. 7 stopează, adică dacă ai pus o carte care te face să "umfli" poți să oprești "atacul". 5 reflectă adică când cineva te "atacă" tu poți face jucătorul următor să ia cărțile în locul tău. 4 te face să stai o tură iar 2 (sau 3) face același lucru ca în jocul normal.